# Jack Cassidy
Jack Cassidy, nato John Joseph Edward Cassidy (Richmond Hill, 5 marzo 1927 – West Hollywood, 12 dicembre 1976), è stato un attore e cantante statunitense.

## Biografia
Ultimo dei cinque figli dell'irlandese William Cassidy e di Charlotte Koehler, di origine tedesca, Jack Cassidy ebbe una formazione artistica di stampo teatrale. Dopo aver esercitato svariati mestieri, debuttò sul palcoscenico non ancora ventenne in Around the World (1946). Dopo una decina d'anni di gavetta raggiunse la definitiva consacrazione come attore brillante e cantante dalla piacevole voce baritonale, grazie ai musical teatrali Oklahoma! (1956) di Rodgers e Hammerstein e Wish You Were Here (1959), accanto all'attrice Shirley Jones, con cui era sposato all'epoca.
Nella seconda metà degli anni cinquanta Cassidy iniziò la carriera sul piccolo schermo e nei due decenni successivi apparve in molte popolari serie televisive statunitensi come Gunsmoke (1958), Carovane verso il West (1961), Alfred Hitchcock presenta (1961), L'ora di Hitchcock (1965). Partecipò inoltre al film televisivo a disegni animati Mr. Magoo's Christmas Carol (1962), adattamento della novella Canto di Natale di Charles Dickens, prestando la propria voce al personaggio di Bob Cratchit, l'impiegato vessato da Ebenezer Scrooge. Ma il suo maggiore successo sul piccolo schermo fu la sit com He & She, accanto a Richard Benjamin e Paula Prentiss, in cui gli fu affidato il ruolo dell'egocentrico attore Oscar North in ventisei episodi durante la stagione 1967-1968, interpretazione che gli valse una candidatura al premio Emmy quale miglior attore non protagonista in una serie commedia.
Contemporaneamente agli impegni televisivi, Cassidy continuò con successo la carriera sul palcoscenico. Nel 1963 fu protagonista della commedia musicale She Loves Me, che gli valse un Tony Award come miglior attore protagonista in un musical, e lavorò ancora con Shirley Jones in Wait Until Dark (1967) e Maggie Flynn, quest'ultimo rappresentato a Broadway nella stagione 1968-1969.
Con il suo talento per la commedia e la capacità di creare personaggi dall'amabile sfrontatezza e dall'accattivante sorriso, Cassidy lavorò con continuità per il piccolo schermo, ma durante la sua carriera frequentò i set cinematografici in maniera sporadica. Tra i film da lui interpretati è da ricordare la commedia Provaci ancora mamma (1971), in cui impersonò il tenente Greeley, il poliziotto che insegue due rapinatori in motocicletta, non sospettando che dietro il look hippy della coppia si celano una donna di mezza età (Bette Davis), delusa dall'avidità dei figli, e un maturo e affabile camionista (Ernest Borgnine). Altra partecipazione di rilievo fu quella nel thriller d'azione Assassinio sull'Eiger (1974), accanto a Clint Eastwood.
All'inizio degli anni settanta Cassidy era sempre un personaggio televisivo di spicco, presenza costante nei serial e frequente guest star in show di intrattenimento e giochi a quiz. Da ricordare in questo periodo le partecipazioni alle serie Bonanza (1971), Barnaby Jones (1973), Cannon (1974), e soprattutto i tre episodi della serie poliziesca Colombo, Un giallo da manuale (1971), Un killer venuto dal Vietnam (1974) e L'illusionista (1976). In quest'ultimo episodio l'attore rese indimenticabile per charme e spietata freddezza il personaggio dell'assassino di turno, l'illusionista Santini. Fu una delle ultime interpretazioni di Cassidy che, nello stesso anno, apparve anche nel film W.C. Fields and Me (1976), nei panni dell'attore John Barrymore.

## Vita privata

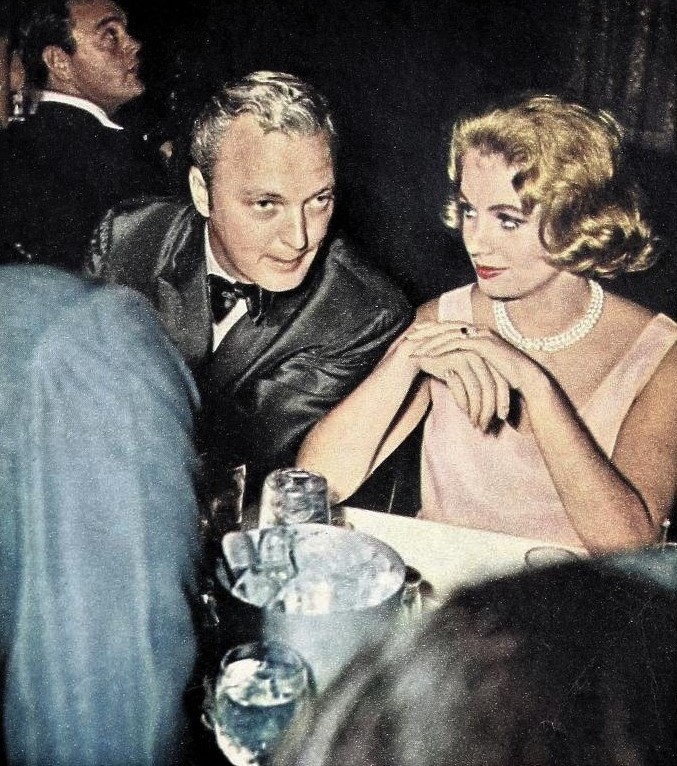
Cassidy insieme alla seconda moglie, Shirley Jones

Dal primo matrimonio con l'attrice Evelyn Ward, celebrato nel 1948 e conclusosi con il divorzio nel 1956, Cassidy ebbe il figlio David, nato nel 1950 e divenuto anch'egli attore e cantante. Nei primi anni settanta David lavorò nella serie televisiva La famiglia Partridge, popolare all'epoca tra il pubblico adolescente.
Nel 1956 Cassidy sposò l'attrice Shirley Jones, dalla quale ebbe altri tre figli: Shaun (1958), Patrick (1962) e Ryan (1966), che seguirono tutti le orme dei genitori nel mondo dello spettacolo. L'unione con la Jones terminò con il divorzio nel 1974.
Gli ultimi anni di vita di Cassidy furono tormentati da problemi di alcolismo, da frequenti episodi in cui egli manifestò comportamenti eccentrici e dalle conseguenze di un grave disturbo bipolare che nel dicembre 1974 costrinsero l'attore a un ricovero di quarantott'ore in una clinica psichiatrica.
Cassidy morì in tragiche circostanze, all'età di 49 anni, all'alba del 12 dicembre 1976, nell'abitazione di West Hollywood dove viveva solo. Sdraiato sul divano, l'attore si addormentò con la sigaretta accesa tra le dita e non si accorse dello svilupparsi di un incendio, che in breve si propagò nell'appartamento e che non gli lasciò scampo. Il suo corpo carbonizzato fu ritrovato sul pavimento, ove presumibilmente egli era strisciato cercando di raggiungere una finestra. Fu riconosciuto grazie a una serie di sei anelli con stemma che l'attore portava abitualmente alle dita. I suoi resti furono cremati e dispersi nell'Oceano Pacifico.

## Filmografia

### Cinema
- Finestre sul peccato (Look in Any Window), regia di William Alland (1961)
- Sessualità (The Chapman Report), regia di George Cukor (1962) (scene cancellate)
- FBI Cape Canaveral (FBI Code 98), regia di Leslie H. Martinson (1963)
- Cockeyed Cowboys of Calico County, regia di Anton Leader e Ranald MacDougall (1970)
- Provaci ancora mamma (Bunny O'Hare), regia di Gerd Oswald (1971)
- Assassinio sull'Eiger (The Eiger Sanction), regia di Clint Eastwood (1975)
- W.C. Fields and Me, regia di Arthur Hiller (1976)
- The Private Files of J. Edgar Hoover, regia di Larry Cohen (1977)

### Televisione
- All Star Summer Review – serie TV, 1 episodio (1952)
- The United States Steel Hour – serie TV, 1 episodio (1957)
- Lux Video Theatre – serie TV, 2 episodi (1957)
- Richard Diamond (Richard Diamond, Private Detective) – serie TV, 1 episodio (1958)
- Gunsmoke – serie TV, episodio 3x39 (1958)
- The Chevy Mystery Show – serie TV, episodio 1x14 (1960)
- Carovane verso il West (Wagon Train) – serie TV, 1 episodio (1961)
- Lock Up – serie TV, episodio 2x28 (1961)
- General Electric Theater – serie TV, episodio 9x28 (1961)
- Alfred Hitchcock presenta (Alfred Hitchcock Presents) – serie TV, 1 episodio (1961)
- Maverick – serie TV, episodio 5x02 (1961)
- Hawaiian Eye – serie TV, episodio 3x14 (1961)
- Bronco – serie TV, 2 episodi (1961-1962)
- Indirizzo permanente (77 Sunset Strip) – serie TV, episodio 4x20 (1962)
- Everglades – serie TV, episodio 1x18 (1962)
- Surfside 6 – serie TV, episodio 2x21 (1962)
- Hennesey – serie TV, 1 episodio (1962)
- The Dick Powell Show – serie TV, episodio 2x13 (1962)
- Mr. Magoo's Christmas Carol, regia di Abe Levitow – film TV (1962) - voce
- The Wide Country – serie TV, episodio 1x21 (1963)
- Mr. Broadway – serie TV, episodio 1x06 (1964)
- L'ora di Hitchcock (The Alfred Hitchcock Hour) – serie TV, episodio 3x21 (1965)
- The Lucy Show – serie TV, 1 episodio (1965)
- The Garry Moore Show – serie TV, 1 episodio (1966)
- Le spie (I Spy) – serie TV, episodio 2x19 (1967)
- Agenzia U.N.C.L.E. (The Girl from U.N.C.L.E.) – serie TV, 1 episodio (1967)
- Coronet Blue – serie TV, 1 episodio (1967)
- He & She – serie TV, 26 episodi (1967-1968)
- Get Smart – serie TV, 1 episodio (1968)
- Vita da strega (Bewitched)  – serie TV, 2 episodi (1968-1970)
- That's Life – serie TV, 1 episodio (1969)
- Quella strana ragazza (That Girl) – serie TV, 1 episodio (1969)
- Matt Lincoln – serie TV, 1 episodio (1970)
- The Governor & J.J. – serie TV, 1 episodio (1970)
- Annie, the Women in the Life of a Man, regia di Walter C. Miller – film TV (1970)
- The Andersonville Trial, regia di George C. Scott – film TV (1970)
- George M, regia di Martin Charnin e Walter C. Miller – film TV (1970)
- Love, American Style – serie TV, 3 episodi (1970-1972)
- The Powder Room, regia di Jonathan Lucas – film TV (1971)
- Mod Squad, i ragazzi di Greer (The Mod Squad) – serie TV, 1 episodio (1971)
- Mistero in galleria (Night Gallery) – serie TV, 1 episodio (1971)
- Uomini di legge (Storefront Lawyers) – serie TV, 1 episodio (1971)
- Due onesti fuorilegge (Alias Smith and Jones) – serie TV, 1 episodio (1971)
- Mary Tyler Moore Show – serie TV, 1 episodio (1971)
- Bonanza – serie TV, episodio 13x06 (1971)
- Sarge – serie TV, 1 episodio (1971)
- Colombo (Columbo) – serie TV, episodi 1x01-3x05-5x05 (1971-1976)
- Missione impossibile (Mission: Impossible) – serie TV, 1 episodio (1972)
- Detective anni trenta (Banyon) – serie TV, 1 episodio (1972)
- Your Money or Your Wife, regia di Allen Reisner – film TV (1972)
- A Time for Love, regia di George Schaefer e Stirling Silliphant – film TV (1973)
- Of Men and Women, regia di Robert Day e Roger Duchowny – film TV (1973)
- Barnaby Jones – serie TV, 1 episodio (1973)
- I misteri di Orson Welles (Great Mysteries) – serie TV, 1 episodio (1973)
- Cannon – serie TV, 1 episodio (1974)
- Great Performances – serie TV, 1 episodio (1974)
- The Phantom of Hollywood, regia di Gene Levitt – film TV (1974)
- MacMasters of Sweetwater, regia di Robert Butler – film TV (1974)
- Fools, Females and Fun, regia di Lou Antonio – film TV (1974)
- Matt Helm – serie TV, 1 episodio (1975)
- Hawaii squadra cinque zero (Hawaii Five-O) – serie TV, 1 episodio (1975)
- Death Among Friends, regia di Paul Wendkos – film TV (1975)
- Knuckle, regia di Norman Lloyd – film TV (1975)
- Uno sceriffo a New York (McCloud) – serie TV, 1 episodio (1977)
- The Feather and Father Gang – serie TV, 1 episodio (1977)
- Benny and Barney: Las Vegas Undercover , regia di Ron Satlof – film TV (1977)

## Doppiatori italiani
- Sergio Graziani in Assassinio sull'Eiger
- Massimo Foschi in Colombo (ep. 1x01)
- Renato Turi in Colombo (ep. 3x05)
- Marcello Tusco in Colombo (ep. 5x05)
- Paolo Buglioni in Hawaii squadra cinque zero